# Spáafelli
Spáafelli är ett berg i Färöarna (Kungariket Danmark).   Det ligger i sýslan Suðuroyar sýsla, i den södra delen av landet, 70 km söder om huvudstaden Tórshavn. Toppen på Spáafelli är 220 meter över havet. Spáafelli ligger på ön Suðuroy.
Terrängen runt Spáafelli är lite kuperad. Havet är nära Spáafelli åt sydost.  Närmaste större samhälle är Vágur, 7,5 km nordväst om Spáafelli. 